# Saint Jérôme écrivant (Le Caravage, Rome)
Pour les articles homonymes, voir Saint Jérôme écrivant.
Saint Jérôme écrivant ou Saint Jérôme est un tableau de Caravage peint vers 1605-1606 et conservé à la galerie Borghèse de Rome. Il représente Jérôme de Stridon, le saint traducteur de la Bible de l'hébreu en latin, occupé à l'étude et à l'écriture de son texte.

## Historique
Caravage semble choisir, en traitant ce sujet, de s'opposer aux critiques des Protestants à l'égard de l'image du saint. Le thème de saint Jérôme constitue en effet, en cette époque de réforme catholique, un topos de l'iconographie chrétienne ; et Caravage traite le sujet au moins à trois reprises. Il existe en effet une autre version de ce saint Jérôme, conservé à l'abbaye de Montserrat de Barcelone : il s'agit de Saint Jérôme en méditation. Un an plus tard, en 1607, Caravage réalise un autre Saint Jérôme écrivant conservé à La Valette à Malte.
La détention par la galerie Borghèse du tableau incite à penser que le cardinal Scipione Borghese, déjà détenteur de La Madone des palefreniers pourrait en être le commanditaire. De fait, deux sources du XVIIe siècle (Manilli en 1650 puis Bellori en 1672) décrivent le tableau comme réalisé pour le cardinal. Il peut s'agir d'un don de la part du peintre au cardinal qui l'a aidé à résoudre un problème judiciaire. Une autre source indique que cette œuvre est sans doute la première qui soit parvenue au cardinal.
Saint Jérôme est souvent représenté à la Contre-Réforme, ayant mis sa doctrine au service de l'Église dont il est un des quatre Docteurs.

## Description
Saint Jérôme est particulièrement connu pour sa traduction de la Bible en latin : c'est attelé à cette tâche que Caravage choisit de le représenter. La tradition iconographique est ici bien respectée : comme il est habituel, le saint a les traits d'un vieillard et la tête cerclée d'une auréole ; le désordre de sa table de travail est typique du savant à l'ouvrage.
Le saint est représenté assis à droite d'une table de travail encombrée d'ouvrages. Plongé dans la lecture d'un grand livre, enveloppé d'un vaste drap rouge, il étend le bras dans un long mouvement horizontal pour tenir sa plume sur l'écritoire : il s'apprête à écrire dans son livre. La ligne horizontale dessinée par le bras ouvert se prolonge par le memento mori d'un crâne placé sur un autre livre également ouvert.

## Analyse

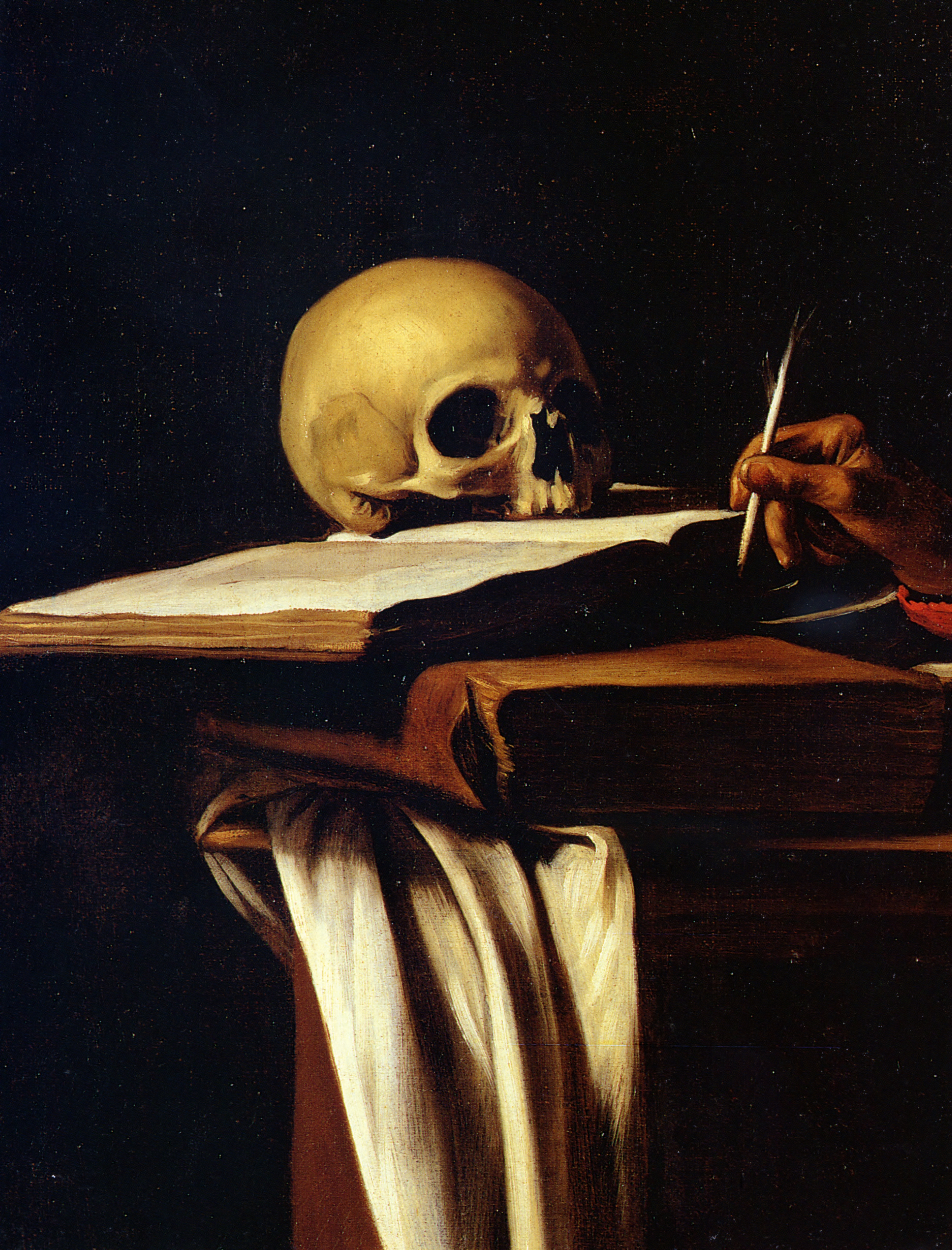
Détail.

La figure du vieillard à front ridé et barbe cotonneuse est similaire à celle de l'Abraham du Sacrifice d'Isaac de Florence et de celle de Saint Matthieu et l'Ange. Comme dans bien d'autres tableaux, Caravage joue de la lumière comme d'un outil théâtral : ici, elle lui permet d'accentuer le rayonnement du saint et constitue le signe d'une présence divine.
Le tableau présente un fort effet de contraste dans sa composition en deux parties, avec d'une part des tons chauds (comme dans le manteau écarlate à droite, une allusion à la pourpre cardinalice, et donc à Scipione Borghese) et d'autre part les tons froids (comme dans le drap blanc à gauche) : cet usage symbolique des couleurs permet de mettre en scène une forme de dialogue entre la vie et la mort, ou bien entre le passé et le présent.
La symétrie entre le crâne sur la table et la tête du saint reflète la vanité des plaisirs terrestres que Jérôme dépasse en humaniste dans l'étude des Saintes Écritures.
Les livres ouverts, la plume et l'encrier, le drap blanc, ressortent comme une nature morte, un genre dans lequel Le Caravage excelle grâce à sa formation lombarde. Le geste par lequel le saint marque une page avec son doigt est la marque de la recherche d'un naturel absolu.
Il est possible que cette œuvre soit restée inachevée : il manque en effet certaines finitions dans la barbe, les livres et la cape du saint.